# لوسيندا وليامز
لوسيندا وليامز (بالإنجليزية: Lucinda Williams)‏ هي موزعة موسيقي وملحنة ورائدة أعمال ومغنية مؤلفة ومنتجة أسطوانات أمريكية، ولدت في 26 يناير 1953 في ليك تشارلز في الولايات المتحدة.

## وصلات خارجية
- الموقع الرسمي
- لوسيندا وليامز على موقع IMDb (الإنجليزية)
- لوسيندا وليامز على موقع الموسوعة البريطانية (الإنجليزية)
- لوسيندا وليامز على موقع ألو سيني (الفرنسية)
- لوسيندا وليامز على موقع ميوزك برينز (الإنجليزية)
- لوسيندا وليامز على موقع رولينغ ستون (الإنجليزية)
- لوسيندا وليامز على موقع أول موفي (الإنجليزية)
- لوسيندا وليامز على موقع قاعدة بيانات الأفلام السويدية (السويدية)
- لوسيندا وليامز على موقع إن إن دي بي (الإنجليزية)
- لوسيندا وليامز على موقع أول ميوزيك (الإنجليزية)
- لوسيندا وليامز على موقع ديسكوغز (الإنجليزية)